# آنگلا شانیلیک
آنگلا شانیلیک (آلمانی: Angela Schanelec؛ زادهٔ ۱۴ فوریهٔ ۱۹۶۲) هنرپیشه، کارگردان فیلم و فیلم‌نامه‌نویس اهل آلمان است. از فیلم‌هایش می‌توان مارسی را نام برد.